# Ruben Östlund
Claes Olle Ruben Östlund (Styrsö, Suècia, 13 d'abril de 1974) és un guionista i director de cinema suec. Ha dirigit sis llargmetratges de ficció: The Guitar Mongoloid (2004), Involuntary (2008), Play (2011), Força major (2014), The Square (2017) i Triangle of Sadness (2022). Ha guanyat dos cops la Palma d'or del Festival de Canes, per respectivament els dos darrers títols.

## Carrera
Ruben Östlund va començar com a director de pel·lícules d'esquí als anys 90, i finalment va acabar estudiant en una escola de cinema de Göteborg, on es va graduar el 2001. Va ser acceptat a l'escola gràcies a les seves pel·lícules d'esquí. Juntament amb el productor cinematogràfic Erik Hemmendorff, és el co-fundador de la productora Plattform Produktion, que produeix les seves pel·lícules.
La seva pel·lícula The Guitar Mongoloid va guanyar el premi de la Federació Internacional de la Premsa Cinematogràfica a la 27a edició del Festival Internacional de Cinema de Moscou. El curtmetratge de Östlund Incident by a Bank va guanyar l'Os d'Or pel Millor Curtmetratge en la 60a edició del Festival Internacional de Cinema de Berlín i el Gran Premial Festival de Cinema de Tampere el 2011
La seva pel·lícula de 2014 Força major va ser seleccionada per competir en la secció Un Certain Regard a l'edició de 2014 del Festival Internacional de Cinema de Canes de 2014, on va guanyar el Premi del Jurat.

## Filmografia
| Any  | Títol                        | Tipus                  |
| ---- | ---------------------------- | ---------------------- |
| 1993 | Addicted                     | Pel·lícula d'esquí     |
| 1997 | Free Radicals                | Pel·lícula d'esquí     |
| 1998 | Free Radicals 2              | Pel·lícula d'esquí     |
| 2000 | Låt dom andra sköta kärleken | Documental             |
| 2002 | Familj igen                  | Documental             |
| 2004 | Gitarrmongot                 | Pel·lícula de ficció   |
| 2005 | Scen nr: 6882 ur mitt liv    | Curtmetratge de ficció |
| 2008 | De ofrivilliga               | Pel·lícula de ficció   |
| 2010 | Händelse vid Banc            | Curtmetratge de ficció |
| 2011 | Play                         | Pel·lícula de ficció   |
| 2014 | Força major (Turist)         | Pel·lícula de ficció   |
| 2017 | The Square                   | Pel·lícula de ficció   |
| 2022 | Triangle of Sadness          | Pel·lícula de ficció   |